# Воробьецово
Воробьецово — деревня в Заволжском районе Ивановской области России. Входит в состав Сосневского сельского поселения.

## География
Деревня расположена в северной части Ивановской области, в зоне хвойно-широколиственных лесов, в пределах Галичско-Чухломской возвышенности, на левом берегу реки Волги (Горьковское водохранилище), на расстоянии примерно 11 километров (по прямой) к востоку от города Заволжска, административного центра района. Абсолютная высота — 111 метров над уровнем моря.

### Климат
Климат характеризуется как умеренно континентальный, с холодной многоснежной зимой и умеренно жарким влажным летом. Среднегодовая температура воздуха — 2,7 °C. Средняя температура воздуха самого холодного месяца (января) — −11,6 °C (абсолютный минимум — −46 °C), средняя температура самого тёплого (июля) — 18,4 °С (абсолютный максимум — 35 °C). Безморозный период длится около 126 дней. Годовое количество атмосферных осадков составляет 560 — 615 мм, из которых большая часть выпадает в тёплый период.

### Часовой пояс
Деревня Воробьецово, как и вся Ивановская область, находится в часовой зоне МСК (московское время). Смещение применяемого времени относительно UTC составляет +3:00.

## Население
| 2010 |
| ---- |
| 25   |

### Национальный состав
Согласно результатам переписи 2002 года, в национальной структуре населения русские составляли 96 % из 44 чел.

## Русская православная церковь
При Заволжском благочинии в деревне Воробьецове действует семейный приют-подворье «Благодать» — подворье храма преподобного Сергия Радонежского (село Долматовский), приют и база труда и отдыха для детей и взрослых с ограниченными возможностями. Место для создания подворья было определено в 2002 году благословением архимандрита Кирилла (Павлова). На подворье организовано постоянное или временное сопровождаемое проживание для детей-сирот и взрослых с ограниченными возможностями — воспитанников социальных учреждений из разных городов России, в том числе выпускников детских домов-интернатов, а также детей с ограниченными возможностями, воспитывающихся в семьях, вместе со своими родителями. Имеются мастерские деревенских ремёсел, небольшие ферма и огород, пасека и птичий двор. Подворье технически приспособлено для жизни людей с ограниченными возможностями. При храме преподобного Сергия Радонежского в селе Долматовский (ул. 1-я Школьная, д. 14) действует Музей русского быта и народного творчества. Как и храм, музей располагается в здании бывшей средней школы. Также при храме действуют воскресная школа и мастерские. Группа милосердия оказывает помощь одиноким пожилым людям, инвалидам, лицам из социальной группы риска, детям из неблагополучных и малоимущих семей и сиротам. При храме создаётся Дом милосердия.